# Fowler (Indiana)
Fowler város az USA Indiana államában. Lakosainak száma 2337 fő (2020. április 1.).

## Népesség
A település népességének változása:

| 2010 | 2 317 |
| 2020 | 2 337 |